# Kanton Saint-Chély-d'Apcher
Saint-Chély-d'Apcher is een kanton van het Franse departement Lozère. Het kanton maakt deel uit van het arrondissement Mende.

## Gemeenten
Het kanton Saint-Chély-d'Apcher omvatte tot 2014 de volgende 7 gemeenten:
- Albaret-Sainte-Marie
- Les Bessons
- Blavignac
- La Fage-Saint-Julien
- Les Monts-Verts
- Rimeize
- Saint-Chély-d'Apcher

Na de herindeling van de kantons bij decreet van 25 februari 2014, met uitwerking op 22 maart 2015, omvat het kanton volgende 6 gemeenten:
- Albaret-Sainte-Marie
- Blavignac
- Prunières
- Rimeize
- Saint-Chély-d'Apcher
- Saint-Pierre-le-Vieux